# جنبش چپ دموکراتیک (لبنان)
جنبش چپ دموکراتیک (عربی: حركة اليسار الديمقراطي) یک حزب سیاسی چپ گرای غیرفرقه‌ای و دموکراتیک است که در پارلمان لبنان کرسی‌هایی را در اختیار دارد.

## تأسیس
این جنبش در سپتامبر ۲۰۰۴ توسط روشنفکران چپ و چپ میانه و فعالانی تأسیس شد که برخی از آنها قبلاً از حزب کمونیست لبنان جدا شده و برخی دیگر فعالان دانشجویی «گروه‌های چپ مستقل» بودند. جنبش چپ دموکراتیک یک سوسیال دموکراسی مدل اروپایی را تأیید می‌کند ولی با تمامی شکل‌های چپ‌گرایی برخوردی بازدارد و مشوق ایجاد یک دولت کاملاً سکولار است.

## ساختار
این حزب با یک ساختار غیرمتمرکز عمل می‌کند که بر تنوع افکار برای یک جامعه دموکراتیک پیشرو در یک محیط لیبرال دموکراتیک تأکید دارد. این حزب در انقلاب سدر در سال ۲۰۰۵ که شامل موجی از تظاهرات علیه اشغال لبنان توسط سوریه بود شرکت داشت و خواستار تصحیح روابط نامتعادل با سوریه است.

## کرسی در پارلمان
جنبش چپ دمکراتیک اولین کرسی پارلمانی خود را در انتخابات ۲۰۰۵ لبنان در ناحیه تریپولی به دست آورد. در دوم ژوئن ۲۰۰۵ در جریان فعالیت‌های انتخاباتی، سمیر قصیر، یکی از بنیانگذاران این جنبش در یک بمب‌گذاری اتومبیل کشته شد. کمتر از یک ماه بعد، جرج حاوی دبیرکل پیشین حزب کمونیست لبنان و یکی از متحدان جنبش چپ دموکراتیک در بمب‌گذاری مشابهی در بیروت کشته شد.
در انتخابات ۲۰۰۹، این حزب بار دیگر یک کرسی منفرد را این بار برای نمایندگی ناحیه غربی بقاع به دست آورد. این حزب در ائتلاف پارلمانی ائتلاف ۱۴ مارس، عضویت دارد.

## تاریخچه

پوستر یادبود قتل سمیر قصیر در ۲۰۰۵، از بنیانگذاران جنبش

در اواخر دهه ۱۹۹۰ گروهی از روشنفکران (سمیر قصیر، زیاد ماجد، الیاس خوری) و شبکه‌ای از گروه‌های مستقل دانشجویی که خواهان دموکراسی، آزادی‌های فردی، سکورالیسم و سیاست‌های چپ-مرکزی در لبنان بودند و همچنین شماری از اعضای حزب کمونیست لبنان که از وضعیت حزب (مانند رشد بنیادگرایی اسلامی و فروپاشی اتحاد جماهیر شوروی) ناراضی بودند به تدریج پایه این جنبش را بنا کردند.